# Provincia de Romblón
Romblón es una isla y una provincia de la región de Mimaropa, en Filipinas. Su capital tiene el mismo nombre, Romblón. Uno de sus municipios, el de Bantón, es el corazón geográfico de Filipinas, ya que es el más central del país.

## Contexto geográfico
La provincia de Romblón está compuesta de numerosas islas del mar de Sibuyán. Se sitúa al sur de Marinduque y Quezón, al este de Mindoro, al norte de Aklan y al oeste de Masbate. Las tres islas principales son la propia isla de Romblón, donde se encuentra la capital; la isla de Tablas, la más grande de esta provincia; y la isla de Sibuyán, la más oriental.
También hay cuatro islas menores: Bantón, Simara, Maestro de Campo y Carabao.
Aproximadamente a 187 millas náuticas (346 km) al sur de Manila, las islas de Romblón se sitúan en el mar de Sibuyan, al sur de la isla de Marinduque y al norte de Panay. Hacia el este está la isla de Masbate y en el oeste Mindoro.

## Idiomas
En la provincia se hablan tres idiomas nativos: el romblomanon, el así y el onhan. El hiligaynon, el tagalog y el inglés también se utilizan.

## Herencia
La mayoría de los residentes de Romblón son descendientes de colonos malayos que se cree llegaron a la provincia en el 1200 d. C. Los conquistadores españoles tomarán pie en el archipiélago en 1582 para quedarse hasta 1898. Aún se mantiene la herencia española con la presencia de fuertes e iglesias construidos con bloques de coral, con complicados trabajos de incrustaciones y de marquetería.

## Economía
Romblón es productor de mármol de alta calidad, comparable al de Italia.
Situado en el centro del archipiélago, Romblón une las áreas de reaprovisionamiento de Luzón, del archipiélago de las Bisayas y Mindanao. El aeropuerto de Tugdan en la isla de Tablas está a tan solo 45 minutos de los distritos financieros de Metro Manila. Existe rutas navieras directas desde Manila como de los puertos de Batangas y Lucena (ambos al sur de la isla de Luzón) intensificando sus vínculos con la región industrial CALABARZÓN, haciendo de la provincia un lugar ideal para la distribución de suministros y las operaciones de industria ligera. Romblón capital y su puerto de Odiongan son los centros de negocios y comercio de la provincia.

## Recursos naturales
Romblón está dotado de vegetación exuberante y recursos minerales. Aparte del mármol, las islas son ricas en granito, Ni, sílice, Hg, Zn, Cu, Ag, piedra caliza, minerales de Hierro, caolín, arcilla, Mg y cuarzo. Existen yacimientos de Au en algunas cuencas de ríos de montaña en Magdiwang, en la isla de Sibuyan. Los suelos fértiles albergan una gran variedad de cultivos como cocoteros, arroz, maíz, plátanos, cultivos de raíces, árboles frutales, vides y tantos otros. Romblón es una rica área de pesca. Las islas se asientan en el paso migratorio de multitud de peces desde los mares de Sulu y de Bisayas, pasando el estrecho de Tablas, el mar de Sibuyán y el paso de Romblón.

## División administrativa

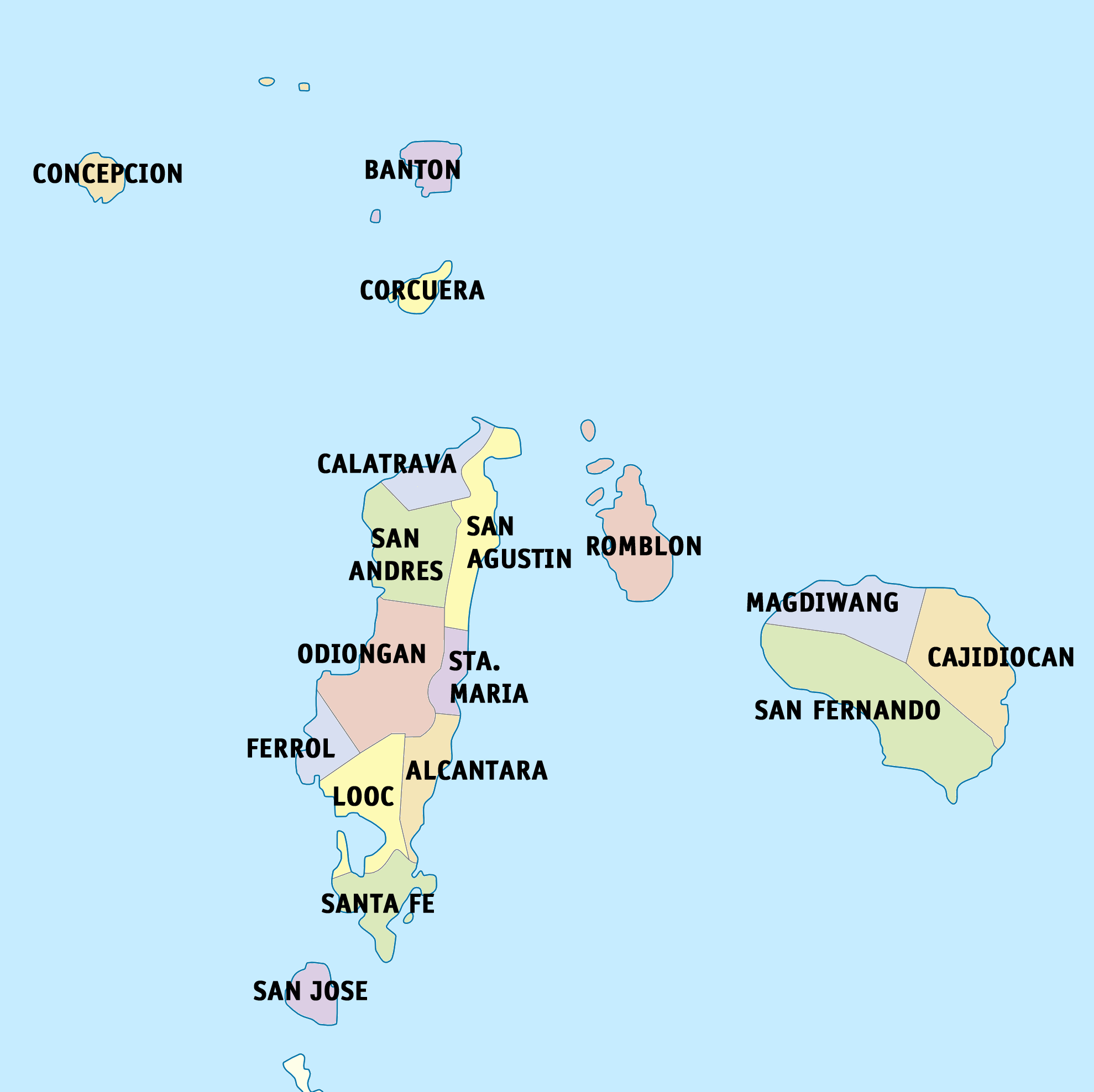
Mapa político de Romblón

| - Alcantara - Bantón - Cajidiocán - Calatrava - Concepción - Corcuera - Ferrol - Looc - Magdiguang | - Odiongán - Romblón - San Agustín - San Andrés - San Fernando - San José - Santa Fe - Santa María (Imelda) |

## Historia
La provincia de Romblón era antiguamente llamada Lomlon (Quiere decir nidificación para dar calor a los huevos de un pájaro. Se debe a la llegada de los españoles cuando al preguntar cómo se llamaba la isla y accidentalmente apuntar con el dedo hacia un lugar donde un pájaro estaba nidificando, los nativos respondieron Lomlom, de aquí la mala interpretación.). Más tarde el nombre cambiaría hacia la palabra Domblon.
Época prehispánica. Los primeros habitantes de Romblón fueron tribus de negritos de Panay y tribus mangyan de Mindoro. El descubrimiento de abundante material artístico en cuevas de la isla de Banton demuestra la existencia de una rica y antigua civilización y cultura aborigen.
En 1635 la isla de Romblón es evangelizada por los recoletos españoles pasando a depender de la Capitanía General de Filipinas. Pero pronto el primer recoleto de la isla, el padre Pedro de San José Rojas se vio forzado a escapar y esconderse en el monte ante el asalto de los moros, robando y quemando convento, iglesia y esclavizando a muchos cristianos. Ante estos ataques se decidió construir una fortaleza con artillería en tres baluartes. La iglesia fortificada es la actual catedral de Romblón. Los dos fuertes, de San Andrés y de Santiago están actualmente en ruinas.
La provincia es organizada política y militarmente por los españoles en un distrito en 1853 y crearían la subprovincia de Cápiz. 

### Ocupación estadounidense
En 1898 la provincia deja de ser española y pasa a manos norteamericanas. En 1917, Romblón se convierte en una provincia separada. 
El 4 de junio de 1940 quedan abolidos el gobierno provincial y los municipales, creando en su lugar cuatro municipios especiales: Tablas, Romblón, Sibuyán y Maghali.

### Independencia
El 1 de octubre de 1946, Romblón fue constituido como provincia especial con los cuatro municipios. Ese mismo día los barrios de Agcogón, Guimbarayán, Lanas y Santa Fé, hasta ahora pertenecientes al municipio de Looc, forman el nuevo municipio de Santa Fe.
El 1 de enero de 1947, el estatus habitual de la provincia de Romblón es restablecido.

## Religión
La mayoría de la población provincial es cristiana: el 75 % son católicos y el 25 % pertenecen a otras iglesias cristianas como la Iglesia Independiente de Filipinas, Iglesia ni Cristo, Iglesia Adventista del Séptimo Día, Baptistas y Church of the Foursquare Gospel in the Philippines, entre otras.